# Jörg Splett

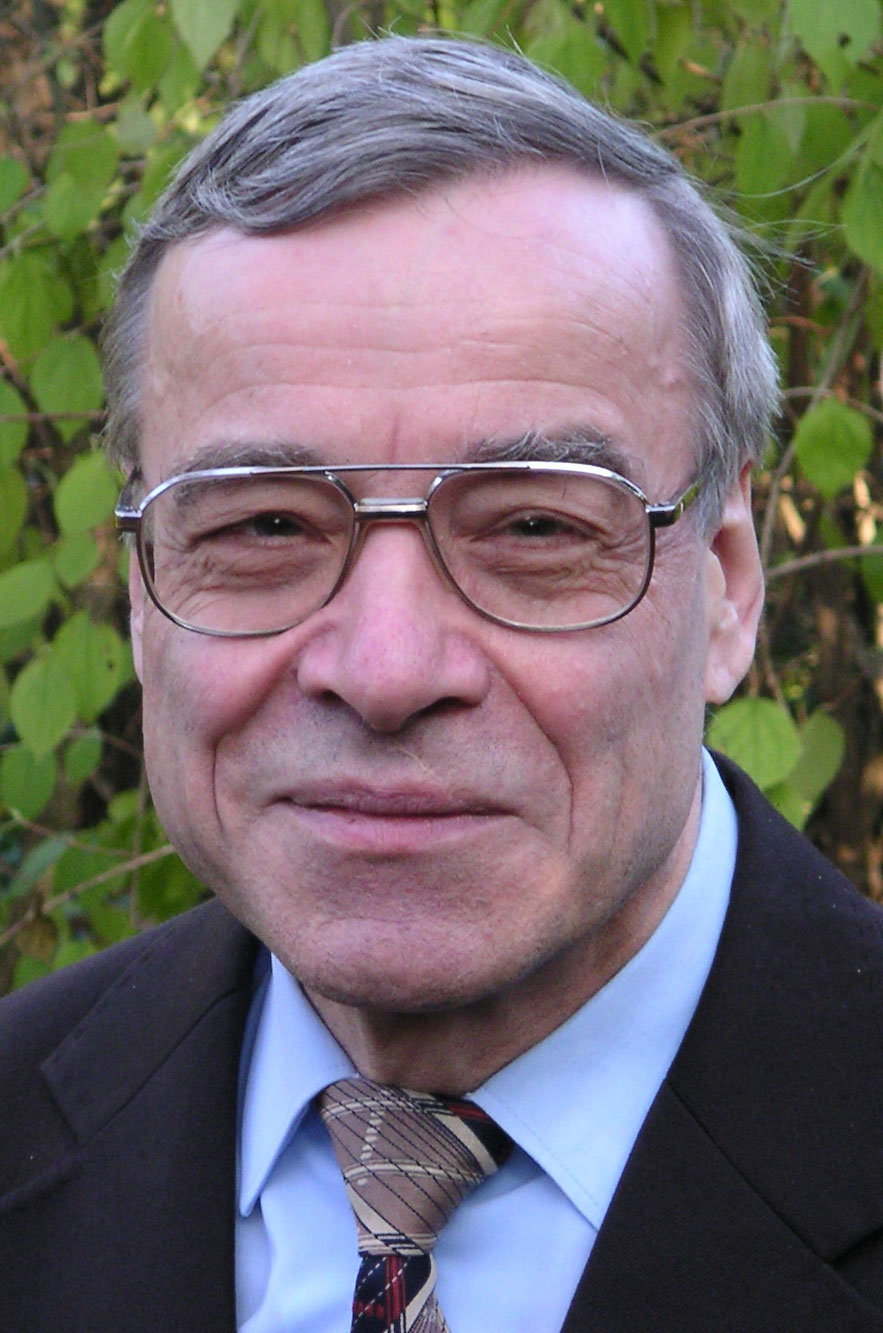
Jörg Splett

Jörg Splett (* 29. August 1936 in Magdeburg) ist ein katholischer Religionsphilosoph und Anthropologe.

## Leben und Wirken
Jörg Splett wurde in Magdeburg als Sohn eines Juristen (später Senatspräsident am Oberlandesgericht in Köln) geboren. Carl Maria Splett, Bischof von Danzig, war ein Vetter des Vaters. Von 1947 bis 1956 besuchte Splett das Aloisiuskolleg in Bad Godesberg. Nach dem Abitur trat er dem Jesuitenorden bei und absolvierte das Noviziat in Eringerfeld. 1960 verließ er den Orden. Er studierte Philosophie, Psychologie, Fundamentaltheologie, Pädagogik in Pullach, Köln und München. Nach seiner Promotion über die Trinitätslehre Hegels bei Max Müller war er drei Jahre lang Assistent von Karl Rahner in München.
Ab 1971 lehrte er Philosophische Anthropologie, Religionsphilosophie sowie Geschichte der Philosophie im 19. und 20. Jahrhundert an den beiden Hochschulen des Jesuitenordens in Deutschland: an der Philosophisch-Theologischen Hochschule Sankt Georgen in Frankfurt am Main sowie an der Hochschule für Philosophie München. An der Hochschule Sankt Georgen wurde er 2005 emeritiert, gab bis Mai 2019 aber weiterhin Seminare und Kolloquien außerhalb des regulären Studienprogramms. An der Münchener Hochschule lehrte er bis zum Ende des Wintersemesters 2016/2017. 1986 hatte Splett eine Gastprofessur im Theologischen Studienjahr Jerusalem an der Dormitio-Abtei in Jerusalem; mehrmals übernahm er Vertretungsprofessuren an der Ludwig-Maximilians-Universität München. Im Sommersemester 2016 hatte er zudem die Hemmerle-Professur in Aachen inne. 2014 verlieh ihm die Theologische Fakultät der Universität Augsburg die Ehrendoktorwürde.
Über den Bereich der Hochschulen hinaus bekannt wurde er für seine Vorlesungen zu Hegel und Fragen der Religionsphilosophie. So arbeitete Splett in der Erwachsenen-, Lehrer- und Priesterfortbildung. Er gehörte von 1980 bis 2009 der Redaktion der Zeitschrift Theologie und Philosophie an und war von 1982 bis 2002 Redaktionsmitglied bei Il Nuovo Areopago. Außerdem engagierte er sich seit 1985 für die Stiftung politische und christliche Jugendbildung, u. a. bei deren Young Leaders-Akademien. Im Februar 2016 erhielt er den Oswald von Nell-Breuning-Preis dieser Stiftung.
Splett veröffentlichte 31 Bücher und verfasste mehr als 850 wissenschaftliche Beiträge sowie über 550 Buchrezensionen. Er ist Mitglied der Europäischen Akademie der Wissenschaften und Künste.
Mit acht weiteren Persönlichkeiten – Theologen und bekannten Katholiken – richtete Splett einen Offenen Brief an Kardinal Reinhard Marx, der am 3. Februar 2019 in der Frankfurter Allgemeinen Sonntagszeitung veröffentlicht wurde. Die Unterzeichner forderten einen „Neustart mit der Sexualmoral“ mit einer „verständigen und gerechten Bewertung von Homosexualität“, „echte Gewaltenteilung“ in der Kirche und den Abbau der Überhöhungen des Weiheamtes und seine Öffnung für Frauen. Sie appellierten an die Deutsche Bischofskonferenz, Diözesanpriestern die Wahl ihrer Lebensform freizustellen, „damit der Zölibat wieder glaubwürdig auf das Himmelreich verweisen kann“.
Jörg Splett ist seit 1964 verheiratet und hat zwei Söhne.

## Schriften (Auswahl)
- Die Trinitätslehre G. W. F. Hegels [1965, Dissertation]. 3. Auflage. Alber, Freiburg/München 1984. Italienische Übersetzung: La dottrina della Trinità in Hegel. Queriniana, Brescia 1993.
- Gotteserfahrung im Denken. Zur philosophischen Rechtfertigung des Redens von Gott [1973]. 5., erweiterte Auflage. Institut zur Förderung der Glaubenslehre, München 2005.
- Der Mensch ist Person. Zur christlichen Rechtfertigung des Menschseins [1978]. 2. Auflage. Knecht, Frankfurt a. M. 1986.
- Freiheits-Erfahrung: Vergegenwärtigungen christlicher Anthropo-Theologie [1986]. 3. Auflage. Koinonia-Oriens, Köln 2006.
- Denken vor Gott. Philosophie als Wahrheits-Liebe. Knecht, Frankfurt a. M. 1996.
- Person und Glaube. Der Wahrheit gewürdigt. Institut zur Förderung der Glaubenslehre, München 2009.
- Philosophie für die Theologie. Mit einer Laudatio von Bischof R. Voderholzer (Hg. von P. Hofmann und J. C. Pech). Be&Be, Heiligenkreuz 2016.